# Грайфенштайн (Гессен)

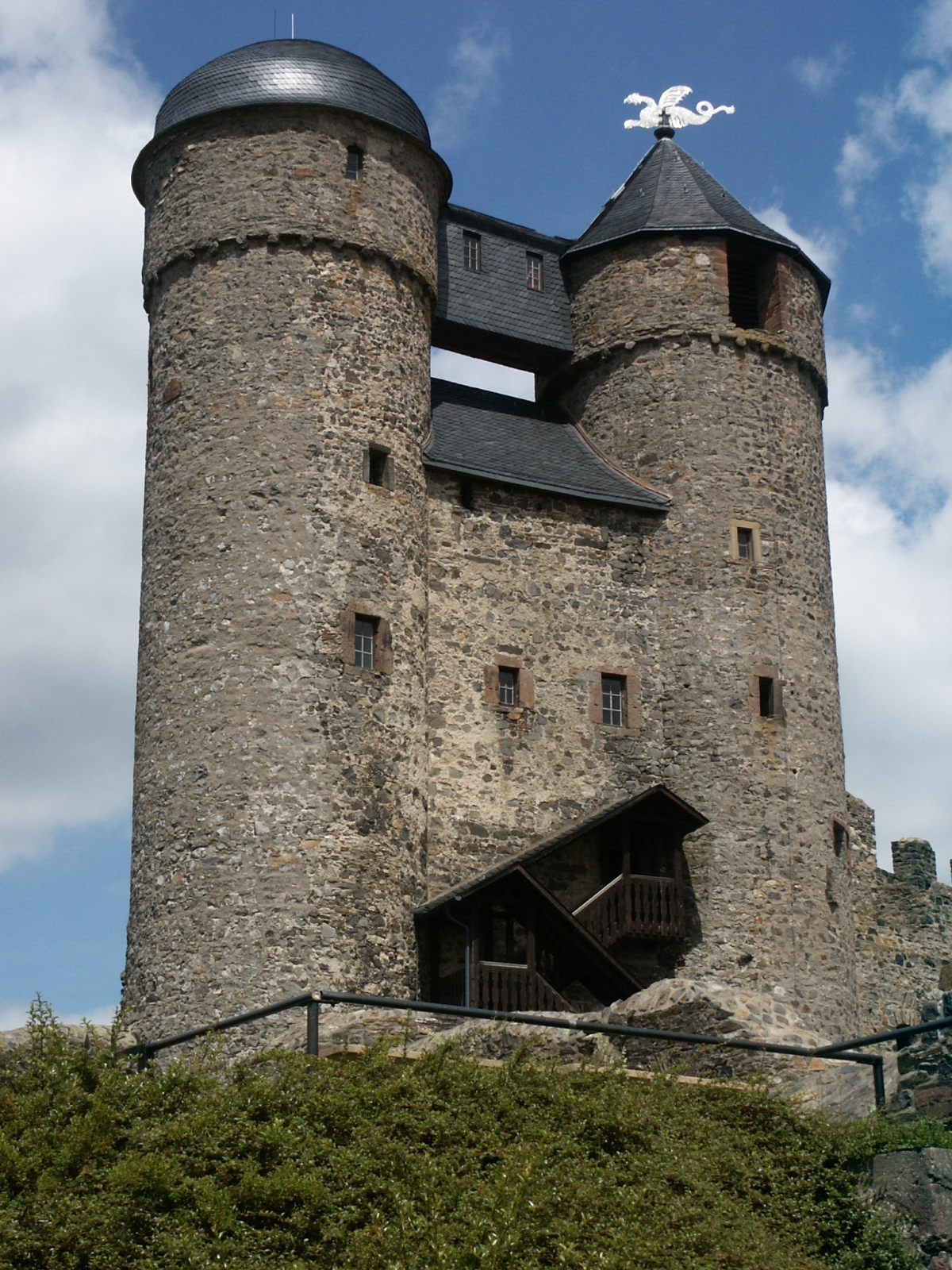
Грайфенштайн

Грайфенштайн (в русской литературе по истории Германии принято написание Грейфенштейн; нем. Greifenstein (Hessen)) — коммуна в Германии, в земле Гессен. Подчиняется административному округу Гиссен. Входит в состав района Лан-Дилль.  Население составляет 6986 человек (на 31 декабря 2010 года). Занимает площадь 67,43 км².